# クリスティーナ・ヤクボフスカ
クリスティーナ・ヤクボフスカ（Krystyna Jakubowska、現姓:Jakubowska-Tabaka、女性、1942年12月15日 - ）はポーランドの元バレーボール選手である。1961年から1969年までポーランド代表で、東京オリンピック・メキシコシティオリンピック二大会連続銅メダリスト。

## 選手キャリア
1961年に代表入りし、1962年にモスクワで開催された第4回世界選手権に出場し銅メダルを獲得した。翌1963年のヨーロッパ選手権では銀メダルを獲得した。
1964年に開催された東京オリンピックでは全5試合に出場し、銅メダルに輝いた。4年後のメキシコシティオリンピックでもポーランド代表として銅メダルに輝いている。ヤクボフスカの国際試合出場数は169試合にのぼる。

## 球歴
- ポーランド代表: 1961年-1969年
- 三大大会
  - オリンピック - 1964年（銅メダル）、1968年（銅メダル）
  - 世界選手権 - 1962年（銀メダル）